# Diisohexylphthalat
Diisohexylphthalat ist eine chemische Verbindung aus der Gruppe der Carbonsäureester. Es ist ein Ester der Phthalsäure mit Isohexylalkohol.

## Eigenschaften
Diisohexylphthalat ist eine gelbliche Flüssigkeit.

## Verwendung
Diisohexylphthalat findet sich häufig in der Polymerherstellung (als Weichmacher in Polymeren) und in chemischen Syntheseprodukten, daher kommt sie sowohl in chemischen Mischungen als auch Konsumgütern vor.

## Gefahrenbewertung
Diisohexylphthalat wurde von der ECHA aufgrund seiner reprotoxischen Eigenschaften auf die Kandidatenliste der besonders besorgniserregenden Stoffe gesetzt.